# All-Ireland Senior Football Championship 1989
L'All-Ireland Senior Football Championship 1989 fu l'edizione numero 103 del principale torneo di calcio gaelico irlandese. Cork batté in finale Mayo ottenendo la quinta vittoria della sua storia, la prima dopo due finali consecutive perse.

## Semifinali
| Dublino 13 agosto 1989 | Mayo | 0-12 – 1-06 | Tyrone | Croke Park |

| Dublino 20 agosto 1988 | Cork | 2-10 – 1-09 | Dublino | Croke Park |

### Finale
| Dublino 17 settembre 1989 | Cork | 0-17 – 1-11 | Mayo | Croke Park (65519 spett.) |